# Holoxanthina suspecta
Holoxanthina suspecta är en fjärilsart som beskrevs av Erich Martin Hering 1926. Holoxanthina suspecta ingår i släktet Holoxanthina och familjen nattflyn. Inga underarter finns listade i Catalogue of Life.